# Cassipourea mossambicensis
Cassipourea mossambicensis là một loài thực vật có hoa trong họ Rhizophoraceae. Loài này được (Brehmer) Alston mô tả khoa học đầu tiên năm 1922.